# Ernesto de Meclemburgo-Strelitz
Ernesto Deodato Alberto de Meclemburgo (em alemão: Ernst Gottlob Albrecht zu Mecklenburg; Mirow, 27 de agosto de 1742 – Neustrelitz, 27 de janeiro de 1814) foi membro da Casa de Mecklemburgo-Strelitz. Filho mais novo do duque Carlos Luís Frederico de Meclemburgo, Ernesto era irmão mais velho da rainha Carlota, consorte de Jorge III do Reino Unido. Ernesto seguiu a irmã para a Inglaterra, onde tentou, sem sucesso, casar-se com a maior herdeira do país, Mary Eleanor Bowes.
Enormes dívidas levariam Ernesto a tentar outro casamento com uma princesa da Casa de Holsácia-Gottorp, mas Carlota conseguiu dissuadi-lo. Ernesto acabou se tornando governador militar de Celle, no Eleitorado de Hanôver, chefiado por seu cunhado Jorge III. Ernesto morreu em 1814, aos 71 anos, durante o reinado de Jorge III, mas sob a regência de seu sobrinho Jorge IV.

## Biografia
Ernesto Deodato Alberto foi o sétimo filho e terceiro filho do duque Carlos Luís Frederico de Meclemburgo- e sua esposa, a princesa Isabel Albertina de Saxe-Hildburghausen. A irmã mais nova de Ernesto, Carlota, casou-se com Jorge III do Reino Unido em 1761, e Ernesto a seguiu para Londres.
Ernesto foi descrito pela romancista Sarah Scott como um "homem muito bonito, com uma pessoa agradável". Em março de 1762, Ernesto teria, segundo Scott, "se apaixonado desesperadamente" por Mary Eleanor Bowes, a herdeira mais rica da Grã-Bretanha e possivelmente a mais rica da Europa. Scott especulou que, se o casamento acontecesse, Ernesto se tornaria ainda mais rico do que seu irmão mais velho, Adolfo Frederico IV, duque de Meclemburgo. No entanto, o rei Jorge III desautorizou o casamento, pois desaprovava que seu cunhado se casasse com alguém que não fosse de sangue real. Charlotte Papendiek, dama da rainha Carlota, escreveu muitos anos depois que a união "o teria tornado um príncipe de fato; mas como ele era um irmão mais novo, poderia ter perturbado a harmonia da casa de Meclemburgo-Strelitz". Ernesto não aparece nas cartas de Mary, e não parece provável que seu afeto fosse correspondido.

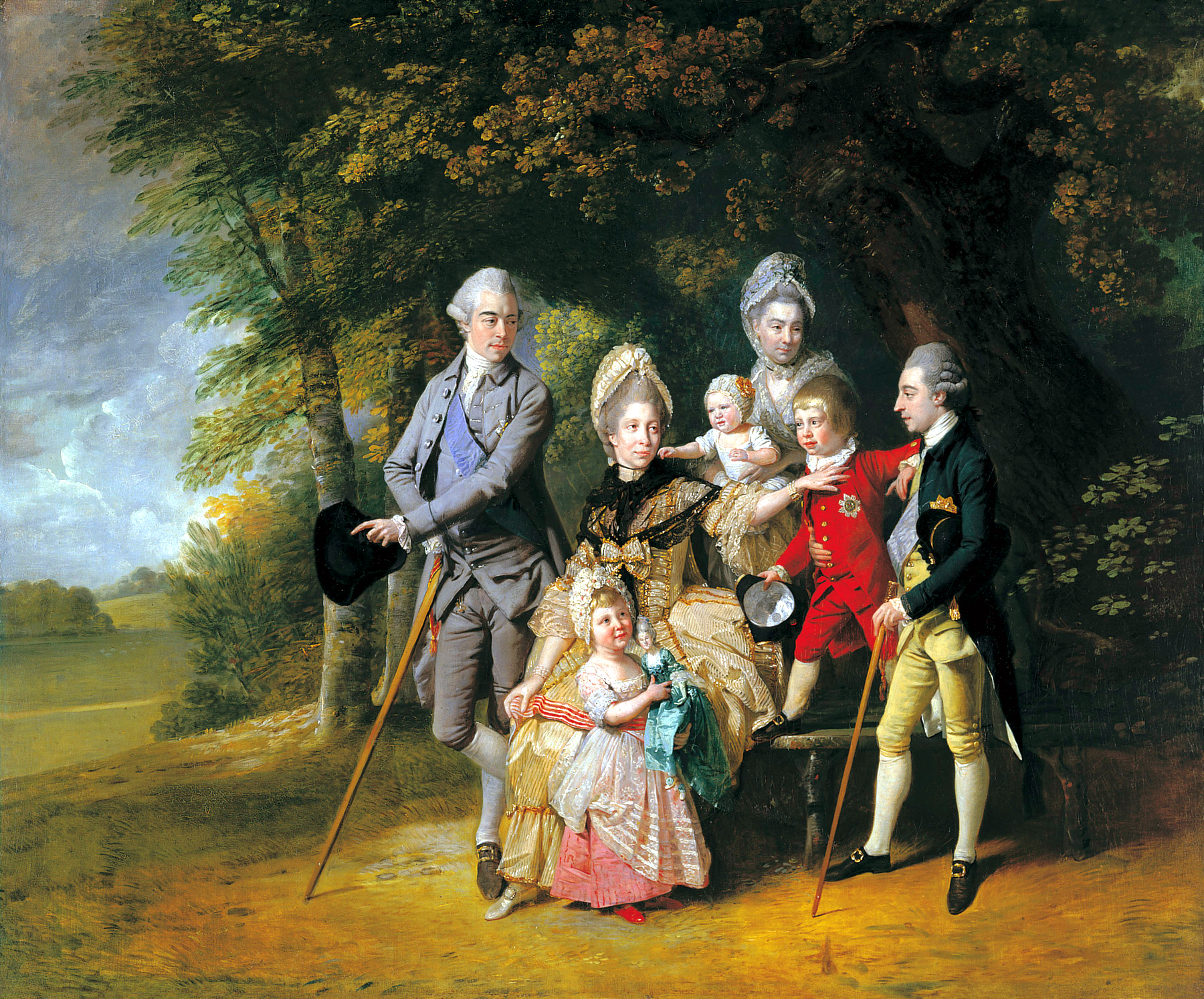
Ernesto (esquerda) com o seu irmão, Carlos, a sua irmã Carlota e os seus sobrinhos, Carlota, Princesa Real, Guilherme e Ernesto Augusto (nos braços da babá real, Lady Charlotte Finch). Retrato por Johann Zoffany, c. 1771–72.

No final de 1768, na Queen's House (atual Palácio de Buckingham), Ernesto foi vacinado ao lado de seu sobrinho , o príncipe Guilherme (o futuro rei Guilherme IV), contra a varíola. Ernesto serviu como padrinho e homônimo de outro sobrinho, o príncipe Ernesto Augusto. No ano seguinte, Ernesto e seu irmão Jorge compareceram às observações do Trânsito de Vênus de 1769 no Observatório do Rei em Richmond upon Thames. Carlota permaneceu próxima de todos os seus parentes alemães enquanto casada. Como seu irmão Carlos, Ernesto se beneficiou do casamento de Carlota e ganhou promoção dentro do Exército Hanoveriano, do qual Jorge III era o chefe. Ernesto eventualmente se tornou o governador militar de Celle, em Hanôver, onde deu as boas-vindas à irmã exilada de Jorge III, a rainha Carolina Matilde, após o fim de seu casamento com Cristiano VII da Dinamarca.
Em 1782, Ernesto tentou casar-se com uma princesa da Casa de Holsácia-Gottorp, numa tentativa de pagar as suas numerosas dívidas. No entanto, tanto o fato de ser um terceiro filho como tio de um herdeiro homem limitava o seu apelo a potenciais alianças dinásticas. Carlota aconselhou o seu irmão a desistir do casamento, uma vez que o dote da princesa em questão não seria suficiente para saldar as suas dívidas; além disso, nem ela nem o marido seriam capazes de ajudar com as suas finanças. Ela esperava que Cristiano VII da Dinamarca fornecesse um grande dote, uma vez que a princesa era membro da sua casa, mas concluiu que ninguém culparia Ernesto se ele parasse de prosseguir com o casamento. Este conselho franco foi mais tarde elogiado pelo seu irmão Carlos, e Ernesto nunca se casou. Ele morreu no dia 27 de janeiro de 1814, em Neustrelitz, aos 71 anos.

## Honras
- Ordem da Águia Branca (Polônia)[14]